# Троада (Мала Азия)
Вижте пояснителната страница за други значения на Троада.
Троада е историческото име на областта, където се издигал древният легендарен град Троя. В днешно време, старите очертания грубо включват полуостров Бига. Днес там е разположен град Бига, вилает Чанаккале, северозападна Турция.

## География
Обособен от Дарданелите на северозапад, а от Егейско море на запад и отделен от останалата вътрешна част на Анадола от масива оформящ Ида планина, Троада е с плодородна почва и е известен в древността като маслинената долина. Тази област е едно от първите места с развито земеделие, което постепенно се пренася в останалите части на Европа през около 6500 пр.н.е Троада била богата на водни източници за развитие на стопанския живот на населението. От областта, в древността се оттичали две основни реки – древната Скамандър, позната от Илиадата (днес се казва Карамендерес) и реката Симоис. Двете реки се сливали около местонахождението на останките на древна Троя.
Освен тези две основни реки на полуостров Троада, Илиадата и други исторически паметници говорят, че в древността е имало шест по-малки реки и потоци, вливали се в Мраморно и Егейско море или течащи близо до град Троя. Това са реките Граникос, Кебрен, Резос, Родиос, Хептапорос и Езепос. С тези имена са свързани и митологични гръцки богове покровители на водите на всяка една от тези реки.

## История
Троада (Троаса, Троиса, Труиса, Таруиса...) получава името си от древния народ на хетите. Доказателства за това се намират във фрагменти от таблички с клинописно писмо. В няколко извори се упоменава името Таруиса, за което се смята че е най-древното хетско име на областта. Също така в шест

хетски източника от 13 век пр.н.е. се говори за Уилуса (Уилиуса, Илиуса – Илион, Троя) според тях намирал се на това място (до разрушаването му през 1190 пр.н.е.).

Според учени хетолози, хетите споменават за постоянни нападения на района от външни, предимно номадски племена, измежду които особено често са ахейците. С едно такова нападение източниците свързват разгрома на войските на ранния Уилуски владетел Уалму.

Друга теория, за еволюцията на името на местността Троада и град Троя (показана например в немската статия за местността), изхожда от теорията на асириолога Франк Щарке, че Троя получава името си от сродните на илирите местни народи троаси, които и наричат град Троя Уилуса. Щарке цитира за това хетски източници от периода. По отношение трансформацията на Уилуса в Илион, както ни е познато от историята, Щарке съобщава, че микенците модифицират Уилуса в Уилиос, а оттам, постепенно след отпадането на дигамата от гръцката азбука и езикова употреба около 1000 пр.н.е, това се модифицира на Илиос, а впоследствие Илион.
Според археологически проучвания през 1970-те, районът и Троя (Уилуса/Илион) е бил център на мощното Уилуско царство, контролирало земите на северозападна Анатолия. В по-късни епохи царете на Пергамон (днес Бергама̀) отстъпват територията на Троада на Римската република. Във времето на империята, Троада е включена в римската провинция Азия; през византийското господство Троада е част от темите Опсикион и Тракесион, а след падането на Византия и установяване на Отоманската империя става част от санджак Бига, вилает Чанаккале.

### В Новия Завет
Св. апостол Павел посещава Троада, придружен от евангелист Лука. Във второто от писмата си до Тимотея, той споменава за пътуването от близо 500 км.